# Meandrina pectinata
Espèce
Meandrina pectinata est une espèce de coraux de la famille des Meandrinidae.

## Taxonomie
Pour le WoRMS, ce taxon est invalide et synonyme de Meandrina meandrites (Linnaeus, 1758).